# The Morning Call
The Morning Call este un ziar care apare zilnic din Allentown, Pennsylvania. Fondat în 1883 (ca The Critic), este al doilea cel mai lung ziar publicat continuu din Valea Lehigh, după The Express-Times. Din 2021, ziarul este deținut de Alden Global Capital, un fond speculativ cu sediul în New York. Anterior, din 2000, a fost deținut de Tribune Media.
În 2020, ziarul și-a închis definitiv sediul din Allentown după ce se presupune că nu a plătit patru luni chiria și a invocat scăderea veniturilor din publicitate.